# Морга (Іспанія)
Морга (баск. Morga, ісп. Morga) — муніципалітет в Іспанії, у складі автономної спільноти Країна Басків, у провінції Біская. Населення — 409 осіб (2009).
Муніципалітет розташований на відстані близько 330 км на північ від Мадрида, 14 км на схід від Більбао.
На території муніципалітету розташовані такі населені пункти: (дані про населення за 2009 рік)
- Андра-Марі: 121 особа
- Ескеріка: 58 осіб
- Меака: 30 осіб
- Меакаур: 33 особи
- Моргаондо: 49 осіб
- Оньярте: 38 осіб
- Гамбе: 80 осіб

## Демографія
Динаміка населення (INE ):

## Галерея зображень

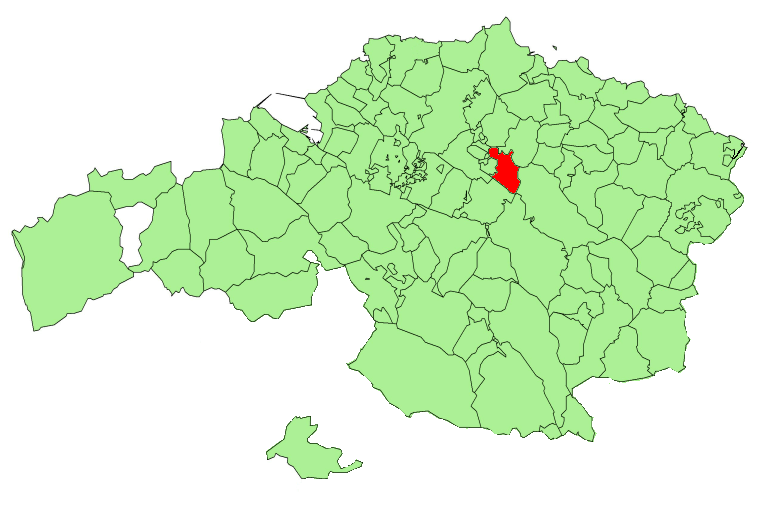
Розташування муніципалітету
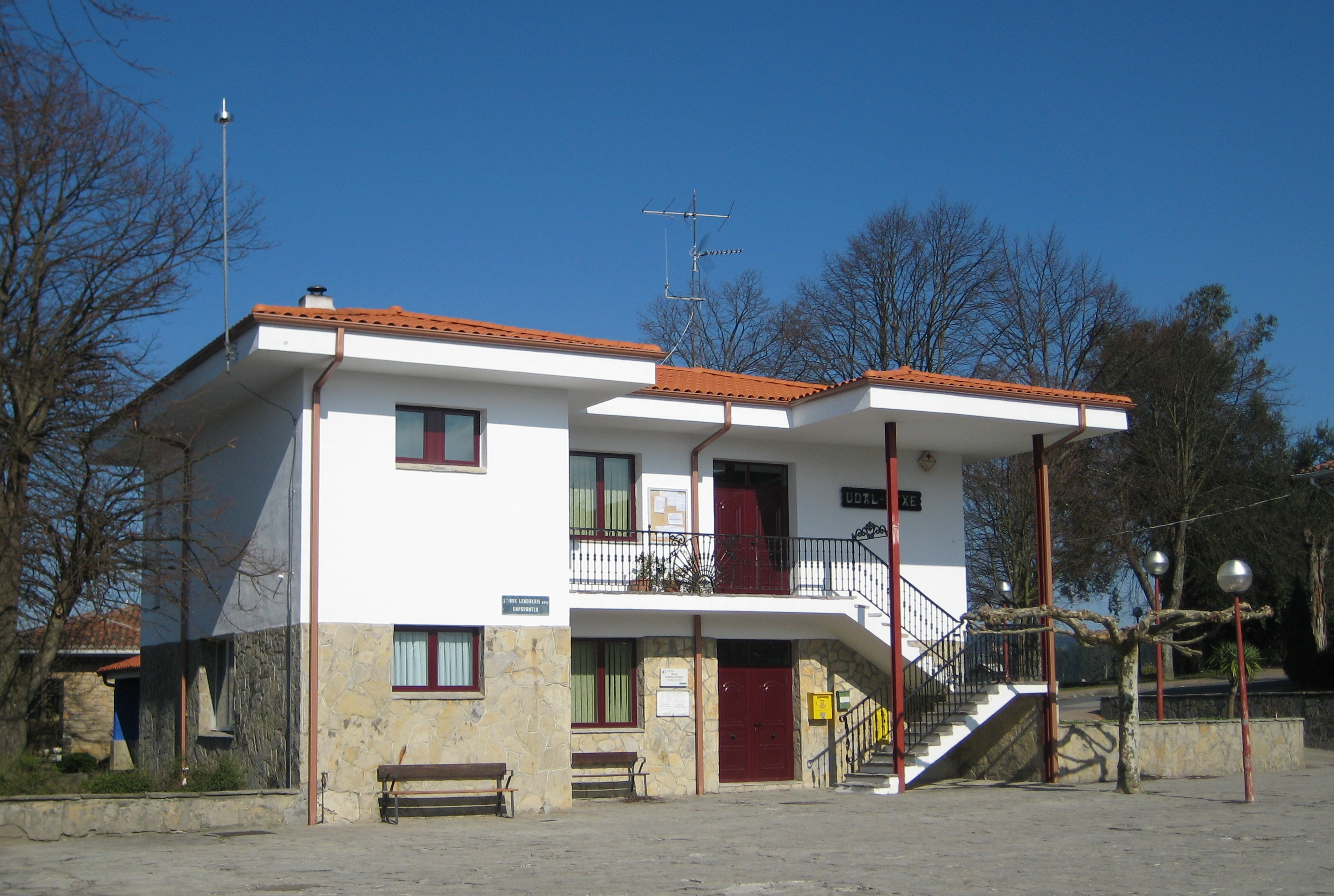
Муніципальна рада